# 微細種子
微細種子（びさいしゅし）は、園芸植物の中でも種が非常に細かいものを言う。1mlあたり数千から一万個という細かさで、種皮が薄いため、強く摘むと潰れることもあり、種まきはよほど慎重に行わなければならない。

## 微細種子の播き方
微細種子は好光性のものが多く、また、上から灌水（かんすい＝水やり）すると流れてしまうので、水は鉢底から給水するようにする。5寸か6寸の素焼きの浅鉢を用意し、不要なはがきを1枚用意する。はがきは縦長に二つ折りにし、折り目を下にして、その中にタネをあける。タネをのせたはがきを多少傾斜させ、折り目の下からトントンと軽くたたくと、上手にやればタネが重ならず、一粒ずつ坂を転がり落ちてくる。鉢の大きさにあった受け皿を下に置き、水を張って給水させる。日陰で雨や強い風が当たらないところにおいておく。

## 微細種子の植物
- アゲラタム
- シネラリア
- セントポーリア
- グロキシニア
- ペチュニア
- カルセオラリア
- シキザキベゴニアや球根ベゴニアなど、ベゴニア類
- ジギタリス